# آندره لگوینا
آندره لگوینا (انگلیسی: Andere Leguina؛ زادهٔ ۱۷ مارس ۱۹۸۹) بازیکن فوتبال اهل اسپانیا است.
از باشگاه‌هایی که در آن بازی کرده‌است می‌توان به باشگاه فوتبال اتلتیک بیلبائو اشاره کرد.